# Lariano
Lariano este o localitate din provincia Roma, în Latium/Lazio, în Italia. Are o populație de 12.189 de locuitori, în anul 2008.

## Istorie
În Carmen Saeculare, poetul Horațiu afirmă că pe Muntele Algidus, în timpurile trecute, exista un templu dedicat zeiței Diana. Titus Livius, în a sa Istorie Romană, narează că în aceste locuri romanii s-au înfruntat cu localnicii timp de circa două secole. Pentru poziția de invidiat pe care o aveau locurile acestea, patricienii romani și-au edificat diferite vile, după cum o mărturisesc vestigiile păstrate în Muzeele Vaticanului, precum și în cel al comunei Velletri.

## Administrația
Primarul localității, din 29 mai 2007, este domnul Raffaele Montecuollo (Cristiani Democratici per le Libertà).

## Demografie
Lariano - evoluția demografică

|  | Graficele sunt indisponibile din cauza unor probleme tehnice. Mai multe informații se găsesc la Phabricator și la wiki-ul MediaWiki. |

Date: Recensăminte sau birourile de statistică - grafică realizată de Wikipedia

## Localități limitrofe
- Artena,
- Cori,
- Rocca di Papa,
- Rocca Priora,
- Velletri.

## Înfrățiri
- Sausset-les-Pins, Franța
- Victoria, România, din aprilie 2007
- Crecchio, Italia
- San Ferdinando di Puglia, Italia